# مخيم دير عمار
مخيم دير عمار أحد مخيمات اللاجئين الفلسطينيين يبعد 30 كيلومتر إلى الشمال الغربي من رام الله وقد تأسس عام 1949 فوق مساحة من الأرض تبلغ 0.16 كيلومتر مربع على بعد. وقد بني المخيم فوق قطعة من الأرض تعود ملكيتها لسكان قرية دير عمار غير اللاجئين. وتنحدر أصول سكان المخيم من القرى المدمرة التابعة لمناطق الرملة ويافا واللد. وفي أعقاب اتفاقيات أوسلو، أصبح المخيم واقعا تحت السيطرة المشتركة الفلسطينية الإسرائيلية حسب التعداد السكاني لعام 2006 يسكنه 20229 نسمة

## التسمية
سمي المخيم بهذا الاسم بسبب وقوعه على جزء من أراضي قرية دير عمار التي سميت نسبة لرجل صالح اسمه عمار عاصر النبي أيوب [2]

## المشاكل الرئيسة التي يعاني منها المخيم
المشاكل الرئيسة التي يعاني منها المخيم هي البطالة بنسبة 23% ,الكثافة السكانية العالية وعدم وجود نظام صرف صحي فيضطر السكان لدفع مبالغ إضافية لضخ المياه من الحفر الامتصاصية التي تمتلئ وتفيض بين المنازل الى الوديان والأراضي الزراعية مما يسبب تلوث للمياه الجوفية[3].
     يوجد في المخيم العديد من المحال التجارية وبائعي الخضار والفاكهة.
كما انّ   مخيم دير عمار هو أكثر اتساعا من معظم مخيمات الضفة الغربية، إذ يتمتع سكانه بالأماكن العامة  مثل الحدائق العامة والملاعب الرياضية[4].
 وتبلغ نسبة المتعلمين في المخيم 91% ، منهم 25% حاملي شهادة جامعية و 4% من المتعلمين حاملي    شهادات دراسات عليا. باقي السكان يعملون داخل الخط الأخضر والاعمال الحرفية [5].
1. ↑  GeoNames (بالإنجليزية), 2005, QID:Q830106
2. ↑  Advisory Commission | الأونروا نسخة محفوظة 14 سبتمبر 2013 على موقع واي باك مشين.
3. ↑  "مخيم دير عمار". palcamps.net. مؤرشف من الأصل في 2024-05-29. اطلع عليه بتاريخ 2024-05-29.